# Castello di Lippitzbach
Il castello di Lippitzbach (in tedesco Schloss Lippitzbach) si trova nell'omonima frazione del comune austriaco di Ruden, Distretto di Völkermarkt appartenente al Land della Carinzia. Venne edificato all'inizio del XIX secolo.

## Storia

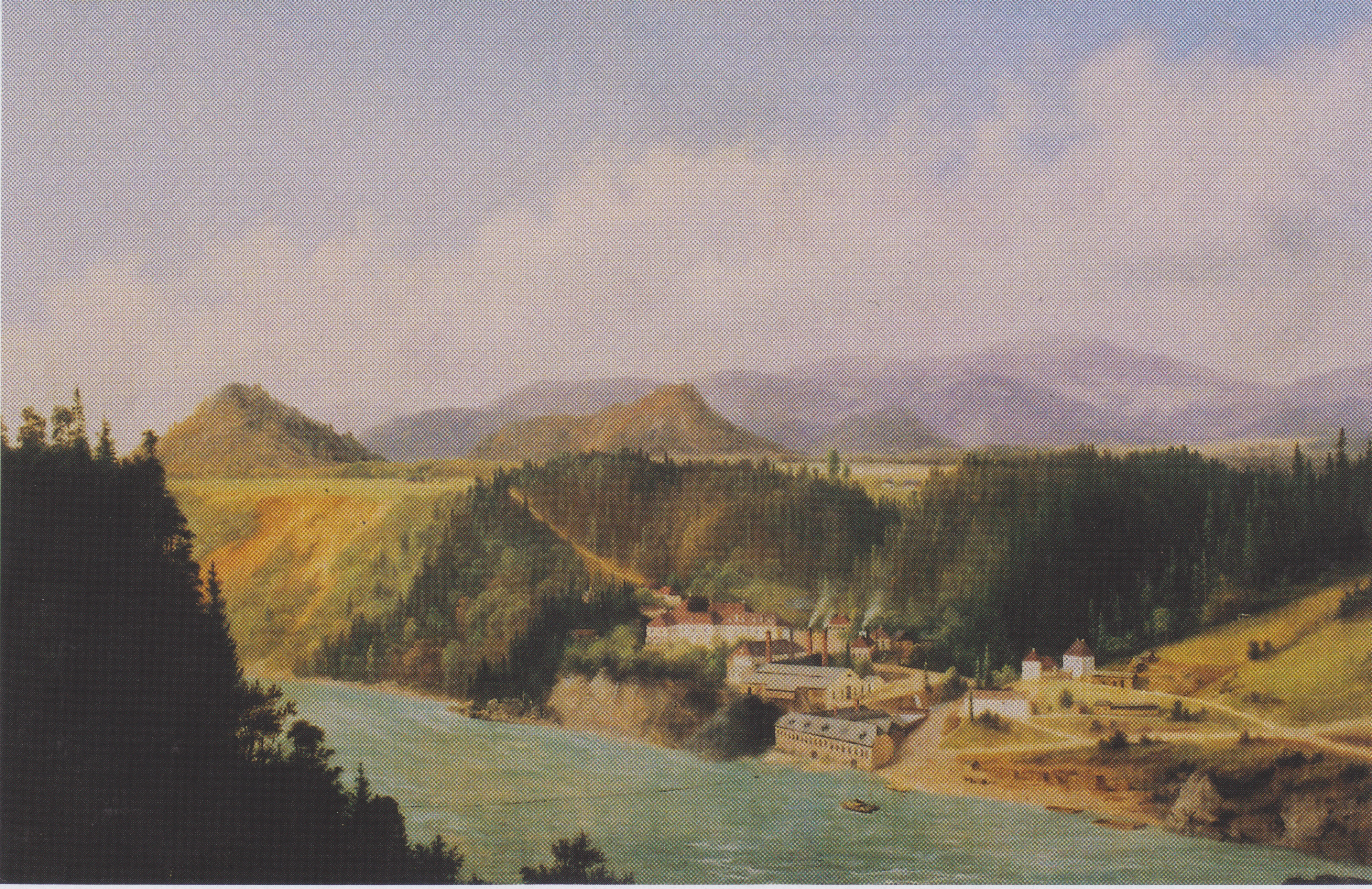
Dipinto olio su tela di Markus Pernhart del XIX secolo che raffigura il territorio sulle rive del fiume Lippitz dove venne edificato il castello

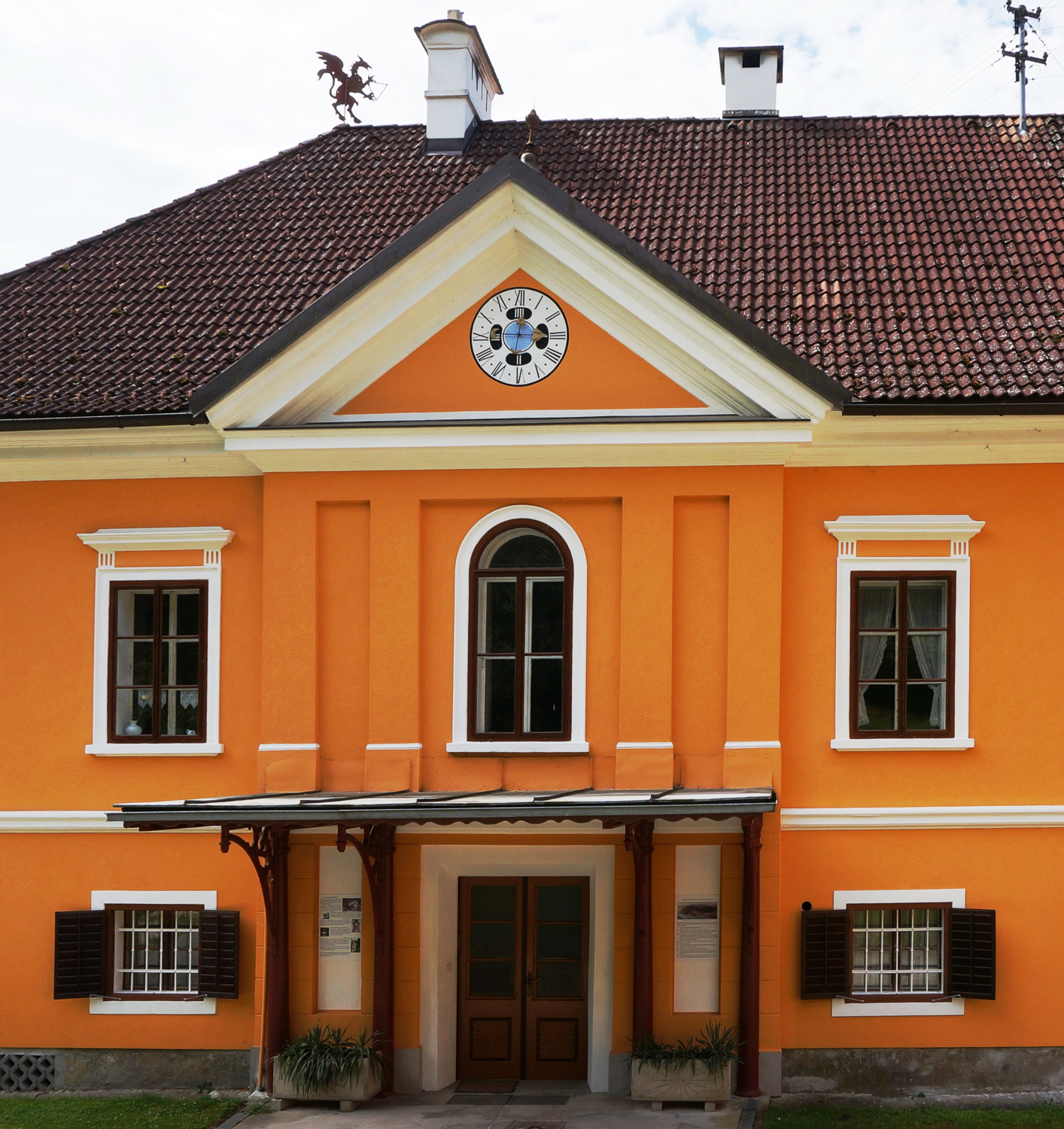
Particolare della facciata dopo i restauri realizzati all'inizio del XXI secolo

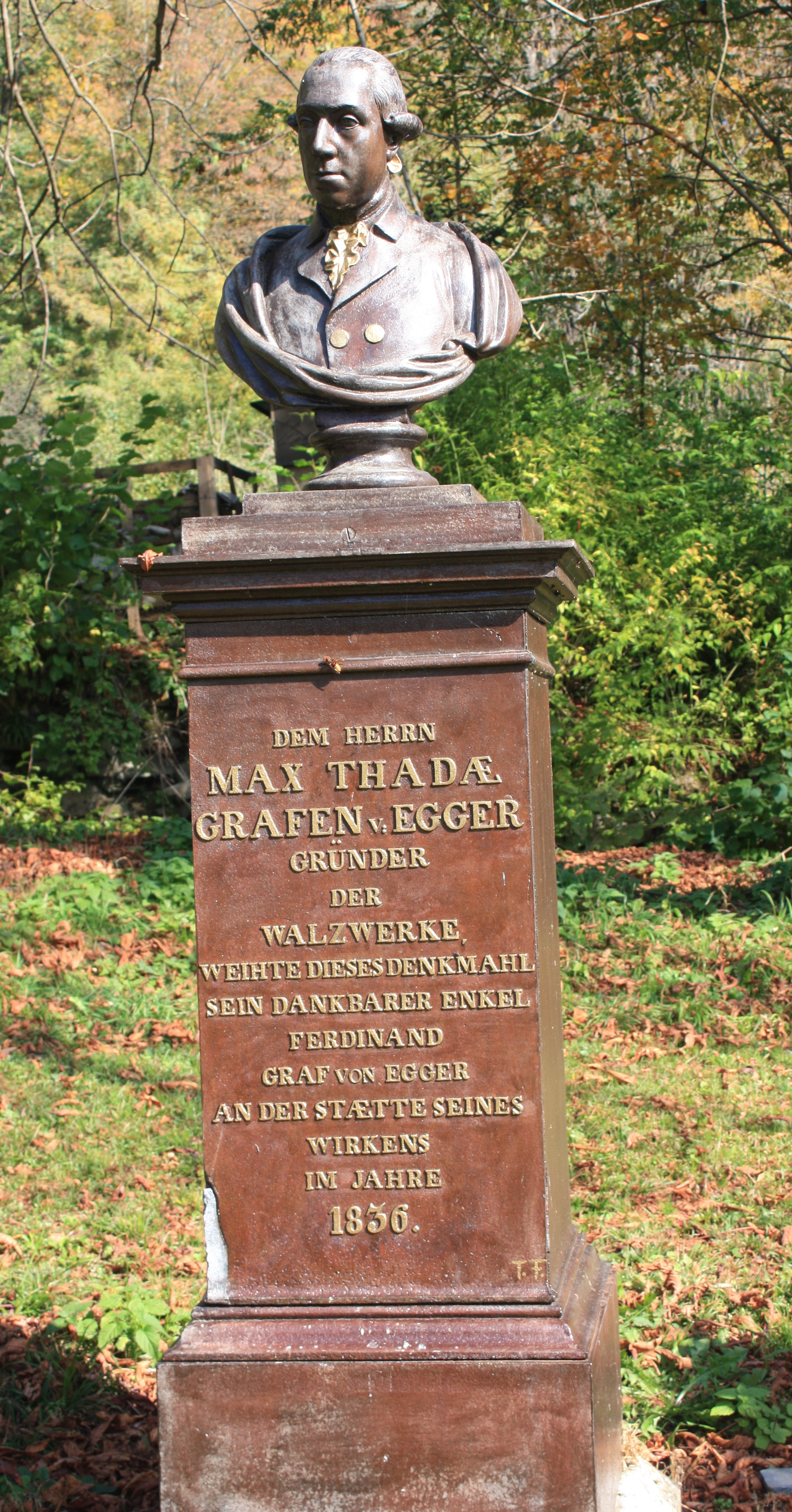
Busto in ghisa raffigurante il conte Max Thaddäus Egger attribuito a Johann Nepomuk Schaller

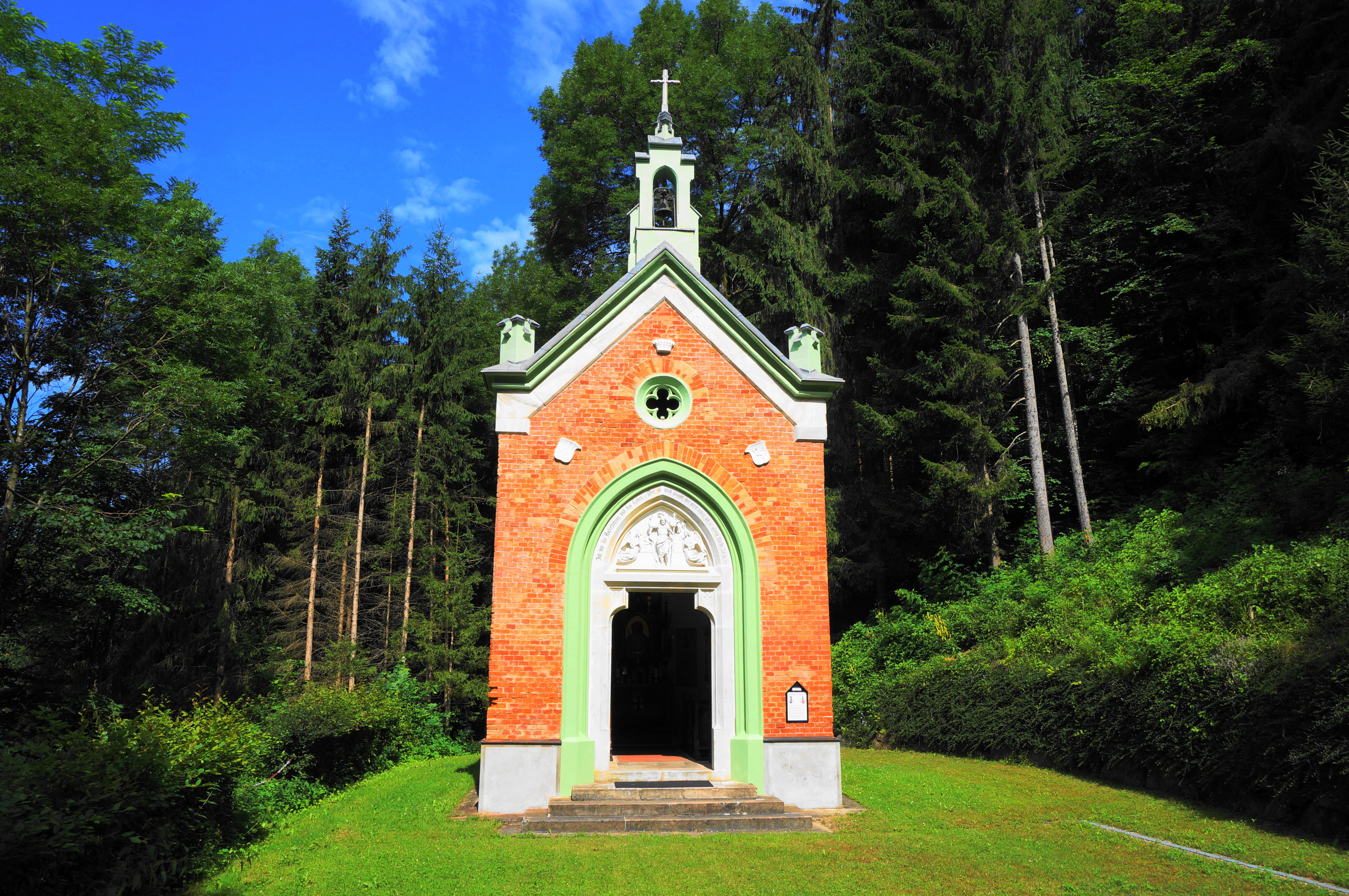
Cappella tombale dei conti Egger a Lippitzbach

Lippitzbach, nel comune di Ruden, è stato uno dei siti siderurgici più importanti dell'Austria. L'energia idrica dei fiumi Lippitz e Wölfnitzbach, che sfociano nella Drava, si è prestata relativamente presto all'utilizzo a scopi industriali. Già nella seconda metà del XVII secolo il genovese Giovanni Battista Mazzugon gestiva sul sito di Lippitzbach un mulino a martelli che nel 1696 fu rilevato dal commerciante Georg Siegmund Christalnigg. Qui, intorno al 1770, venne prodotto il ferro in barre da Josef Edler von Kronthal, sotto la signoria dei Griffen. Nel 1791 il conte Max Thaddäus Egger acquistò la fabbrica e nel 1807 costruì il primo laminatoio per lamiere dell'Europa centrale. Quando, nel 1894, entrò nelle proprietà dei baroni Ferdinando e Karl Helldorf venne chiuso. Più tardi, nel 1820, il conte Max Thaddäus Egger riacquistò il sito e decise la costruzione del piccolo castello secondo lo stile Biedermeier del periodo. Prima della metà del secolo venne edificata anche la cappella gentilizia adiacente all'edificio. Sino al 1938 il castello appartenne alla famiglia dei Freiherren von Helldorf poi passò alla Österreichische Realities AG. Nel 1942 passò all'industria tessile di lino e cotone di Otto Rzehak ed è rimasto da allora proprietà privata.

## Descrizione
Il castello si trova a Lippitzbach, frazione del comune austriaco di Ruden, Distretto di Völkermarkt appartenente al Land della Carinzia. Posto sotto il bacino artificiale Völkermarkter Drau, sopra la riva sinistra del fiume, è un semplice edificio barocco con un piano rialzato. Il piano nobile ospita un soggiorno esposto a nord con un soffitto in legno. La vetrata nella lunetta della finestra ad arco conserva gli stemmi dei conti Egger e Lodron-Laterano. La facciata principale è caratterizzata al centro dalla struttura classica con lesene che reggono il frontone triangolare con timpano al centro del quale si trova un orologio. Il portale è semplice, con una piccola tettoia sporgente e sormontato in asse da una finestra. Alla parte destra della facciata è unita la cappella con portale e finestre ogivali. Sulla pala d'altare barocca è conservata l'immagine che raffigura Sant'Aloisio. I banchi della sala sono neogotici e si trovavano originariamente nella cappella funeraria della famiglia. Questa cappella è uno dei primi edifici neogotici della Carinzia restaurato alla fine del XX secolo. A nord del castello, nelle sue immediate vicinanze, si trova il busto in ghisa eretto nel 1836 per il conte Max Thaddäus Egger, attribuito a Johann Nepomuk Schaller. Sul lato sud dell'edificio si trova il parco a gradoni che scende ripidamente verso la Drava. Essendo proprietà privata la visita non è possibile.

### Bene architettonico tutelato
Il castello di Lippitzbach è stato posto sotto tutela dei monumenti da parte della Repubblica austriaca col numero 6675.